# Schloss Kleinniedesheim
Das Schloss Kleinniedesheim ist ein barockes Schlossgebäude in dem Dorf Kleinniedesheim, Rhein-Pfalz-Kreis, Rheinland-Pfalz. 

## Geschichte

### Ortsgeschichte
1230 wurde die Vogtei über Groß- und Kleinniedesheim von Kaiser Friedrich II. an den Grafen Philipp I. von Falkenstein vergeben, in dessen Familie die Herrschaft bis 1458 verblieb. In jenem Jahr vergab Kaiser Friedrich III. das Oberlehensrecht der Grafschaft Falkenstein an Herzog Johann von Lothringen. Bevor Lothringen, in dem 1667 die Grafschaft Falkenstein aufging, an Frankreich angegliedert wurde, trat Herzog Franz Stephan 1733 Groß- und Kleinniedesheim an den pfälzischen Kurfürsten Karl III. Philipp ab. Beide Orte erhielt 1734 der kurkölnische Geheimrat und Resident in der Kurpfalz, Jakob Joseph von Stefne (auch Steffne, Stepfne oder Stephne) zu Lehen. Er war Berater des Kölner Kurfürsten Clemens August von Bayern und ein enger Vertrauter des österreichischen Ministers Johann Karl Philipp Graf Cobenzl. Mit letzterem fiel er schon 1745 bei seinem Landesherrn in Ungnade, man entzog ihm das Lehen wieder und unterstellte die Dörfer dem kurpfälzischen Unteramt Freinsheim.

### Geschichte des Schlosses

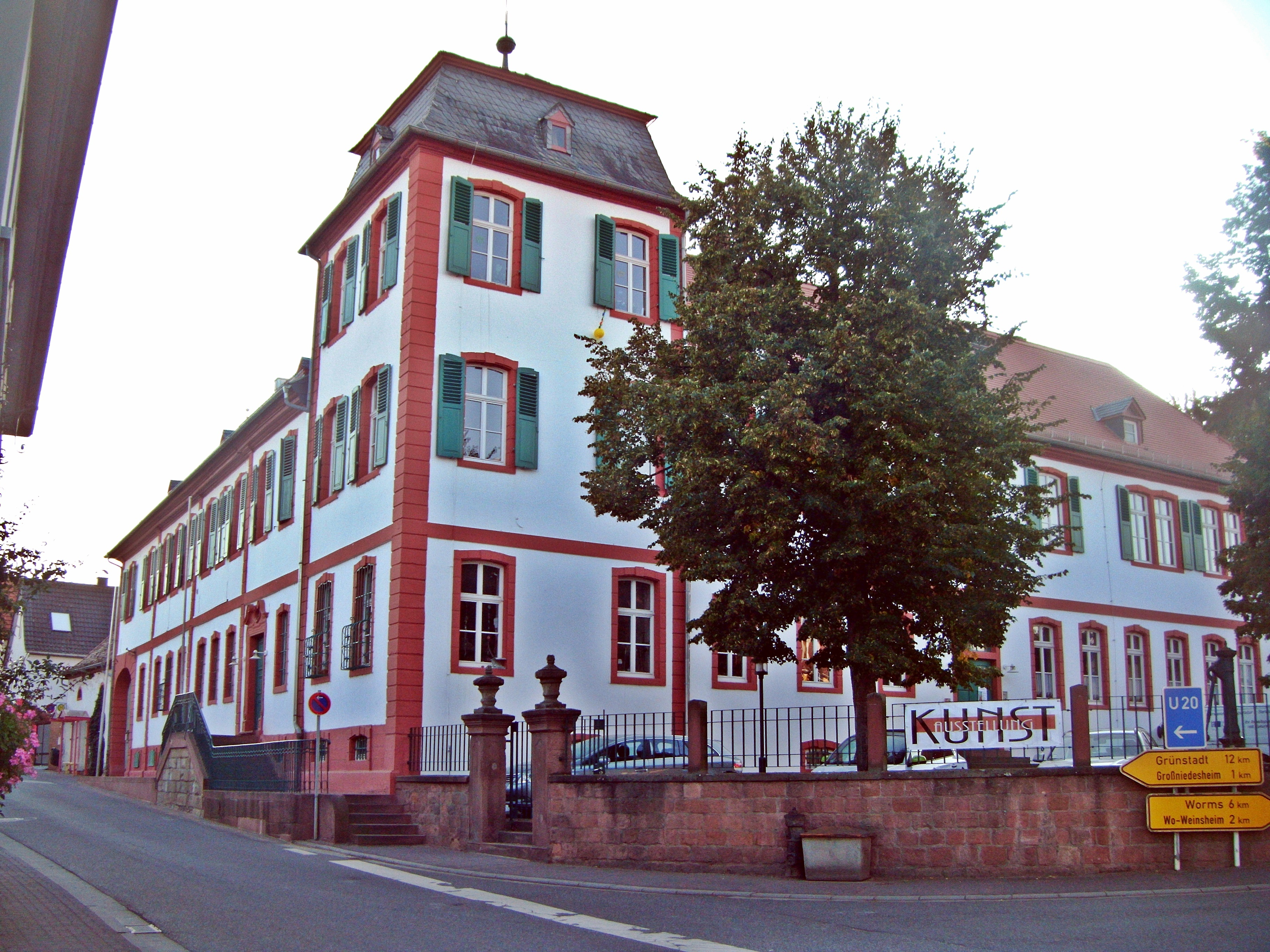
Schloss Kleinniedesheim von Norden

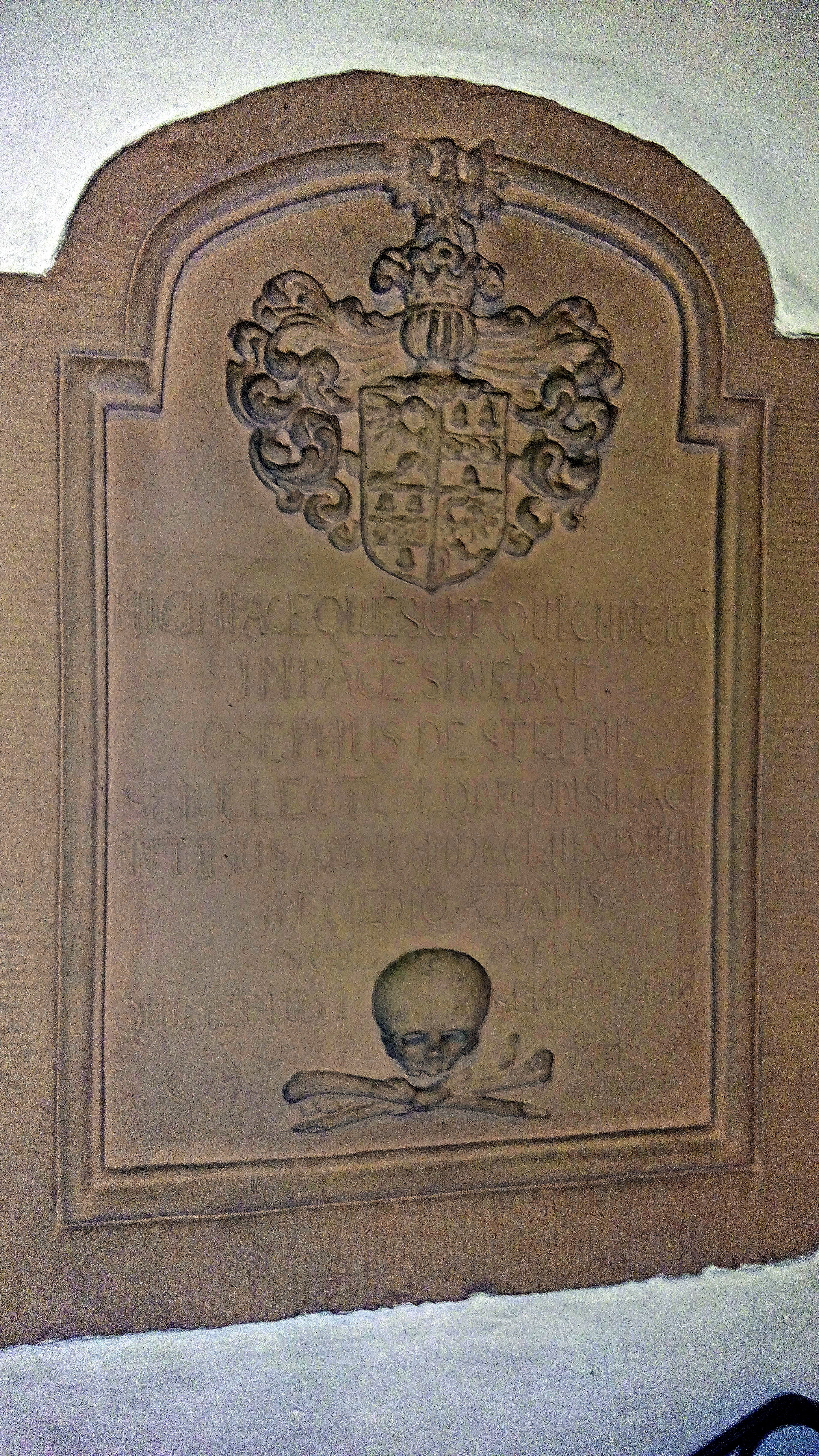
Epitaph des Bauherrn Jakob Joseph von Stefne, Wallfahrtskirche Maria Einsiedel, Gernsheim

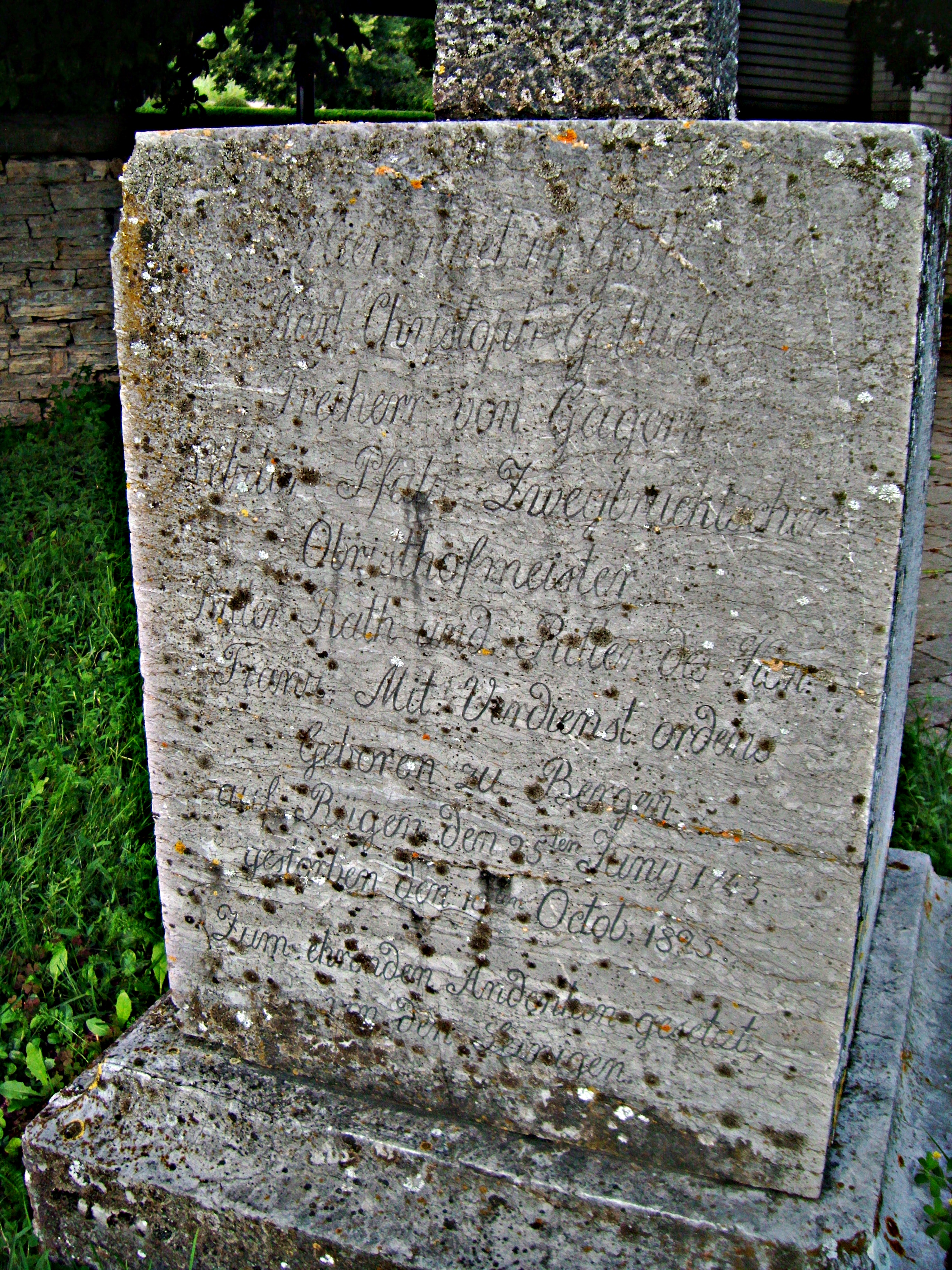
Grabstein des Schlossherrn Karl Christoph Gottlieb von Gagern, Friedhof Gauersheim

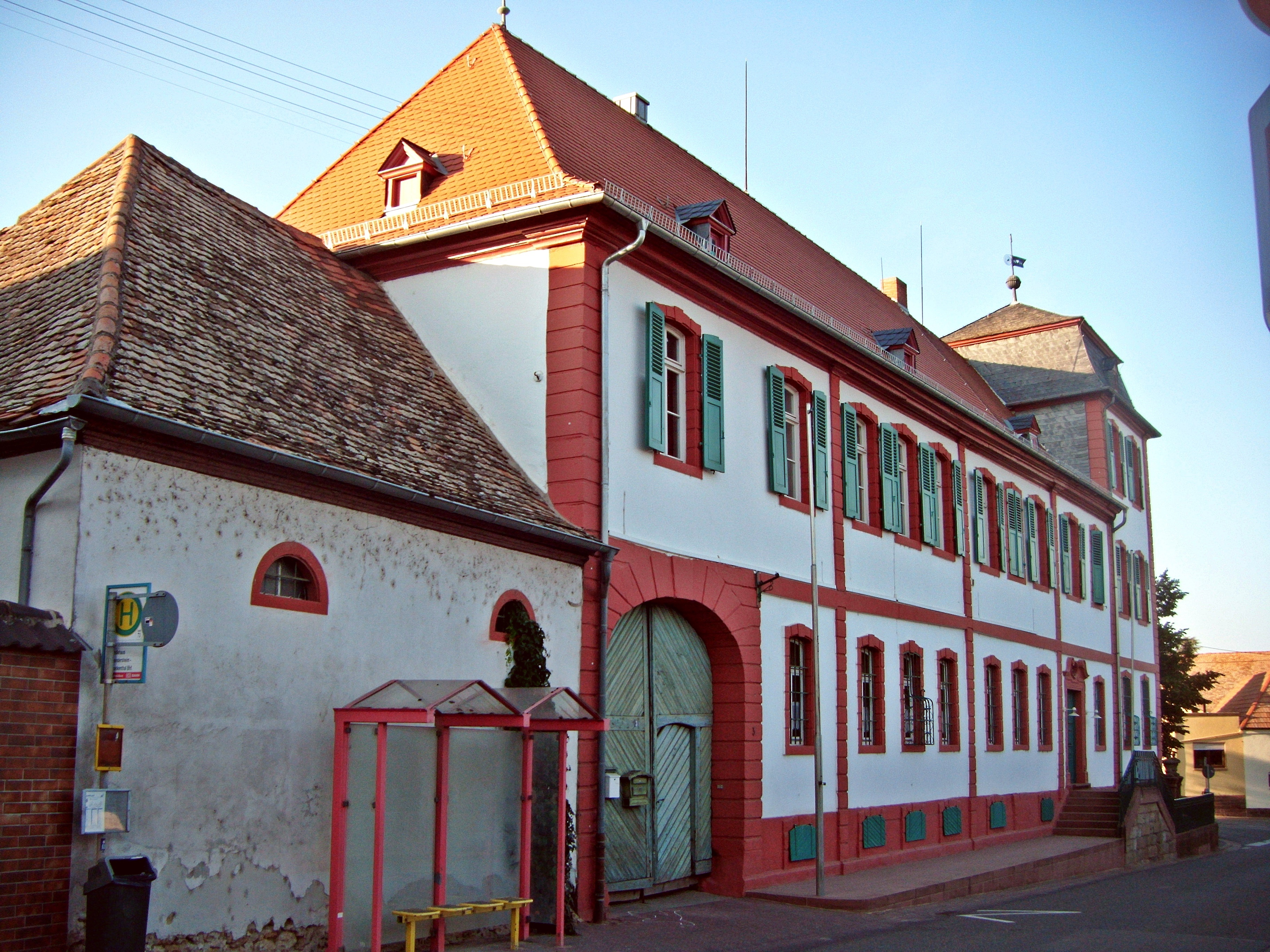
Schloss Kleinniedesheim von Süden

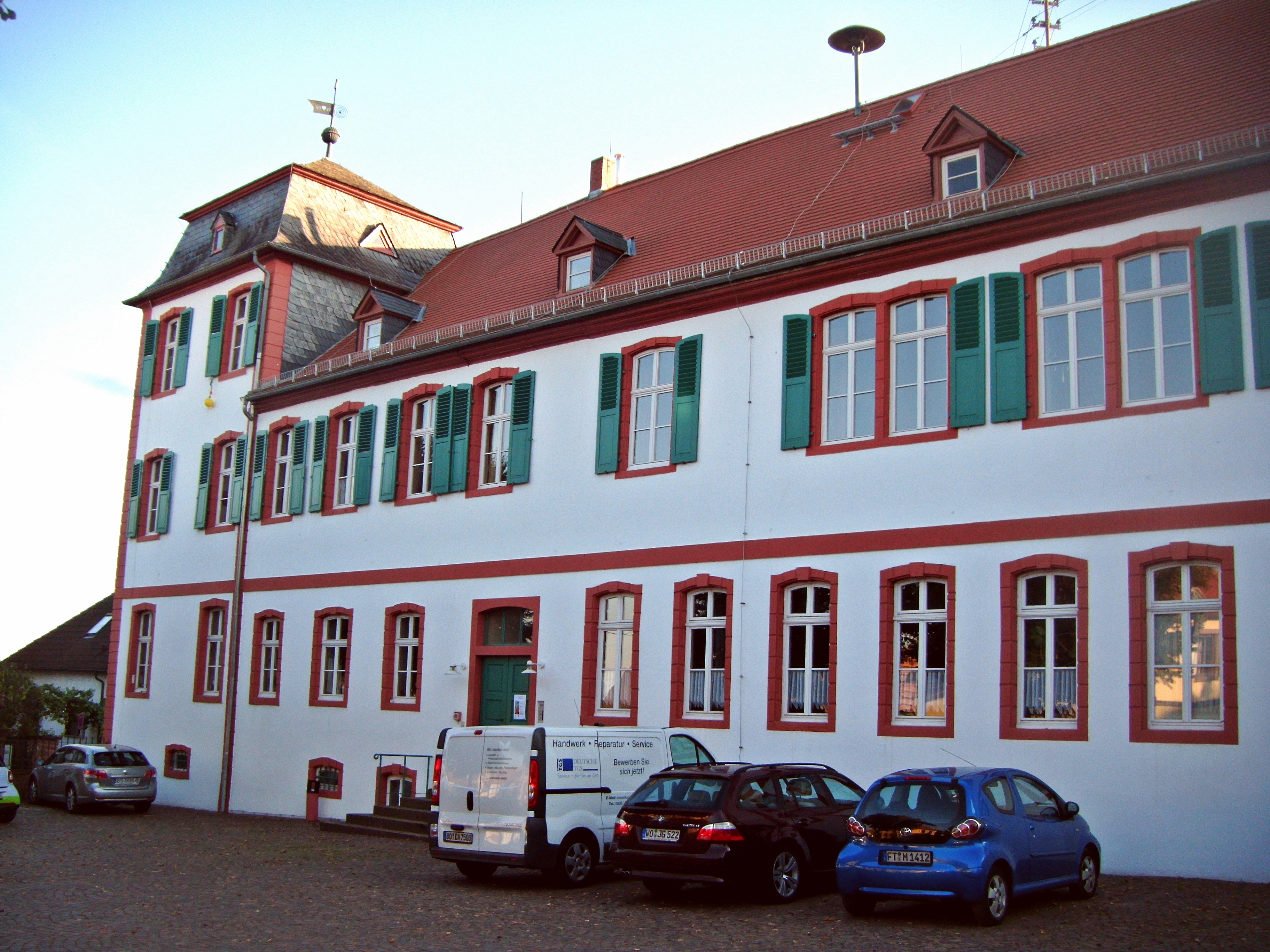
Nordflügel

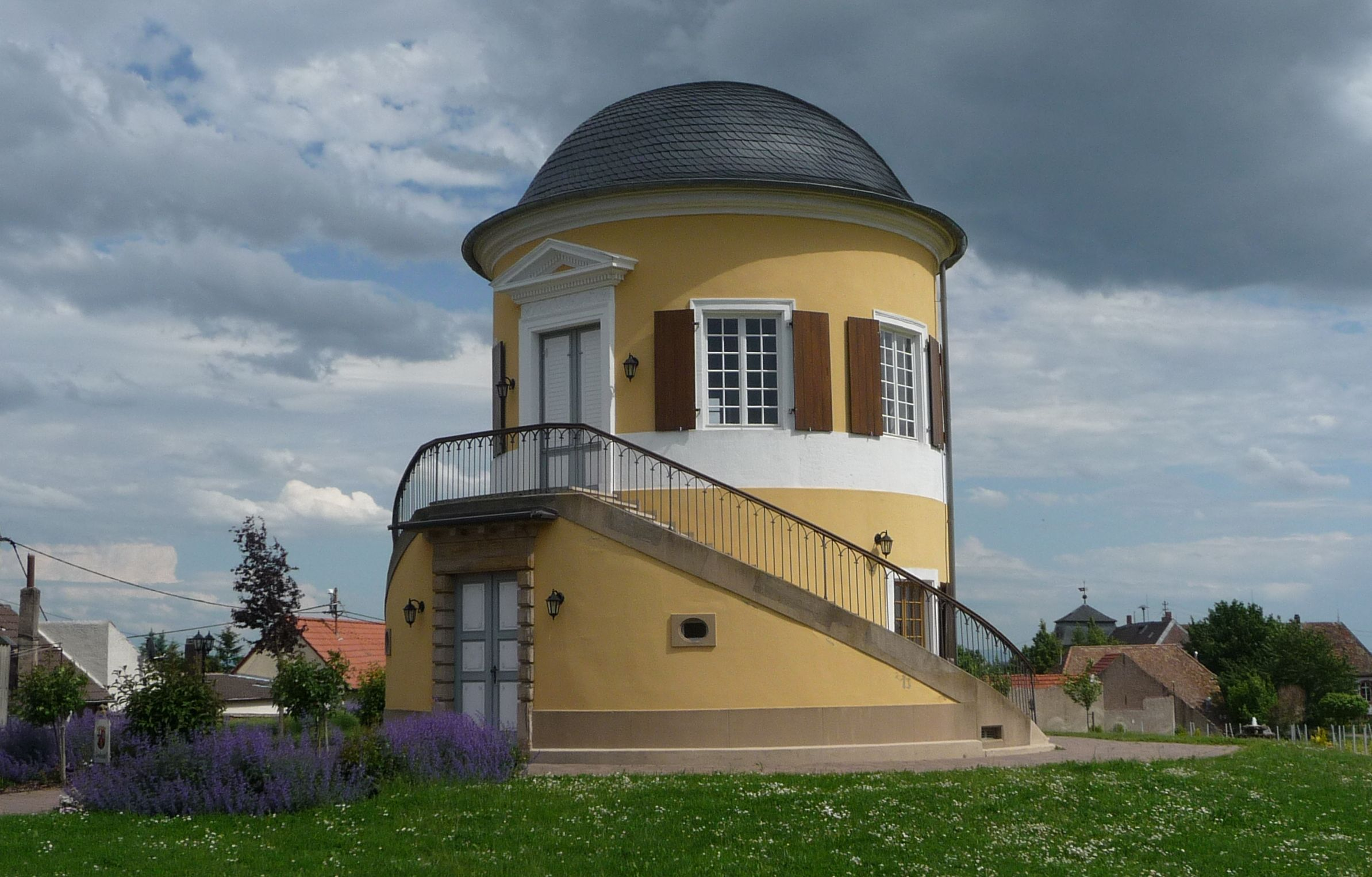
Gartenpavillon

Als Jakob Joseph von Stefne 1734 seine Herrschaft in Kleinniedesheim antrat, erbaute er sich das heutige Kleinniedesheimer Schloss. Er verstarb am 19. Juni 1753 in Gernsheim und ist in der dortigen Wallfahrtskirche Maria Einsiedel bestattet. Beim Entzug des Lehens durfte er sein Schloss behalten, das an seinen Sohn Clemens August von Stefne, den letzten Propst des Wormser Andreasstiftes, fiel. Da dieser beim Erbantritt noch minderjährig war, übernahm sein Großonkel Jakob Leonhard Maudray († 1759), ebenfalls Propst zu St. Andreas in Worms, seine Vormundschaft. Er stammte, ebenso wie Jakob Joseph von Stefne, aus Lüttich. Von jenem Wormser Geistlichen stammt auch der manchmal für die Liegenschaft noch heute gebrauchte Name Propst Maudraysches Schloss.
Am 1. Februar 1765 veräußerte Clemens August von Stefne sein freiadeliges Rittergut in Kleinniedesheim für 22.000 Gulden an Karl Christoph Gottlieb von Gagern und seine Gattin Susanna Esther geb. von La Roche-Starkenfels. Der auf Rügen geborene Karl Christoph Gottlieb von Gagern (1743–1825) war der letzte pfalz-zweibrückische Obersthofmeister. Als junger Offizier im französischen Fremdenregiment „Royal Deuxponts“, hatte er am 8. Juli 1760, im Gefecht bei Korbach ein Bein verloren und man übernahm ihn deshalb als Kriegsversehrten in den höfischen Dienst seines Landes. 1766 wurde ihm auf Schloss Kleinniedesheim sein Sohn Hans Christoph Ernst von Gagern (1766–1852) geboren, Ministerpräsident des Fürsten von Nassau-Weilburg, sowie niederländischer Gesandter auf dem Wiener Kongress. Die Familie blieb nur etwa neun Jahre in Kleinniedesheim. 1774 zwang die angegriffene Gesundheit Susanna Esther von Gagerns zum Umzug in das nahegelegene Worms, wo sie 1783 starb. Bauliche Veränderungen am Schloss Kleinniedesheim sind in der Zeit der von Gagern nicht belegt. Als Hofmeister des Sohnes und Französischlehrer wirkte hier jedoch der Lothringer Laurent Louis Midart (1733–1800), der sich später als Maler und Kupferstecher einen Namen machte. Nach Hans Christoph Ernst von Gagerns Erinnerungen brachte er ihm oft Feldblumen aus der Gemarkung mit, die Midart dann malte.
Karl Christoph Gottlieb von Gagern verkaufte das Schloss mit dem zugehörigen Gutsbesitz am 20. Juni 1784, für 36.000 Gulden, an den reichen Bremer Kaufmann Johann Friedrich Schultze († 1814) und dessen aus Frankfurt am Main stammende Ehefrau Eva Maria geb. Friederich. Schultzes Neffe, der Abenteurer Johann Konrad Friederich (1789–1858), schreibt in seinen Memoiren, der Onkel habe, „nachdem er mit seiner Frau manches Gut am Rhein besehen, Schloss Niedesheim bei Worms“ erworben. Weiter heißt es dort, „er ließ dasselbe auf das prächtigste und bequemste einrichten und meublieren, das Gut wurde zu einem wahrhaft paradiesischen Sommeraufenthalt und wimmelte beständig von verwandten und bekannten Gästen. Lustig und fröhlich ging es daselbst zu. Feste und Bankette, wobei sich die Honoratioren von Worms, Mannheim, Frankenthal, Speyer etc. fleißig einfanden, folgten hintereinander, den Winter aber lebte man in Frankfurt.“ Johann Friedrich Schultze ließ Schloss Kleinniedesheim 1785 in der heutigen Form umbauen und erweitern. Er errichtete auch den klassizistischen Pavillon im Schlossgarten, jetzt das Wahrzeichen der Gemeinde. Johann Konrad Friederich konstatiert: „So lebte man im Taumel des Vergnügens bis die Französische Revolution ausbrach, in deren Folge man mehrmals und zuletzt für immer, Schloss Niedesheim verließ. Als die wilden Franzosen kamen, zertrümmerten sie das ganze Mobiliar, rissen die kostbarsten Tapeten herab, kochten ihre Suppe mit dem Holz eines zerschlagenen englischen Klaviers und richteten einen Schaden von mehr als 30.000 Gulden an.“ Familie Schultze zog 1792 nach Bad Homburg vor der Höhe. 
Über Schultzes Jugendfreund Peter Wreede, dem nächsten Besitzer, ging Schloss Kleinniedesheim durch mehrere Hände, bis es 1838 der Amsterdamer Kaufmann Johann Rudolph Westkirch kaufte, dessen Nachkommen noch heute den südlichen Schlossteil und den Schlosshof besitzen. Der Nordflügel und ein Teil des Westflügels, mit Turm und Eingangsportal, sind seit 1905 Eigentum der Gemeinde; lange Zeit diente diese Liegenschaft als Schul- und Gemeindehaus. Auch der Großteil des Gartenareals mit dem Pavillon befindet sich in Gemeindebesitz. In den Jahren 1985–1988 erfolgte eine umfassende Renovierung und Restaurierung.

## Baubestand
Das Schloss mit seinen Nebengebäuden ist vierflügelig und besitzt einen Innenhof an den sich westlich eine erhöhte Terrasse anschließt, die zum Hof hin eine Balusterbrüstung aufweist. Westlich geht die Terrasse in den Schlossgarten über, in dem der heute als Standesamt genutzte, klassizistische Rundpavillon steht; ein Werk des Architekten Johann Georg Christian Hess. An der Westgrenze des Areals wird der Schlossgarten durch ein Pfeilertor und eine Mauer begrenzt. Ost- und Nordflügel bilden die Wohntrakte, zweigeschoßig mit je 13 Fensterachsen und Walmdächern. An der Nordostecke steht der dreigeschoßige Turm mit Mansardendach. Die Ostseite und die Turmecken besitzen rustizierte Lisenen. Auf der Ostseite sitzt über einer zweiarmigen Freitreppe das Hauptportal, südlich davon das Zufahrtstor zum Schlosshof mit rustiziertem Gewände und Scheitelstein. 
In der Treppenmauer zum Garten befindet sich ein dorthin versetzter Schlussstein mit der Jahreszahl 1735, welche als das ursprüngliche Erbauungsjahr durch Jakob Joseph von Stefne angesehen wird. Das heutige Erscheinungsbild im spätbarocken bzw. klassizistischen Stil geht auf den Kaufmann Johann Friedrich Schultze zurück der das Schloss ab 1784 besaß.

## Galerie

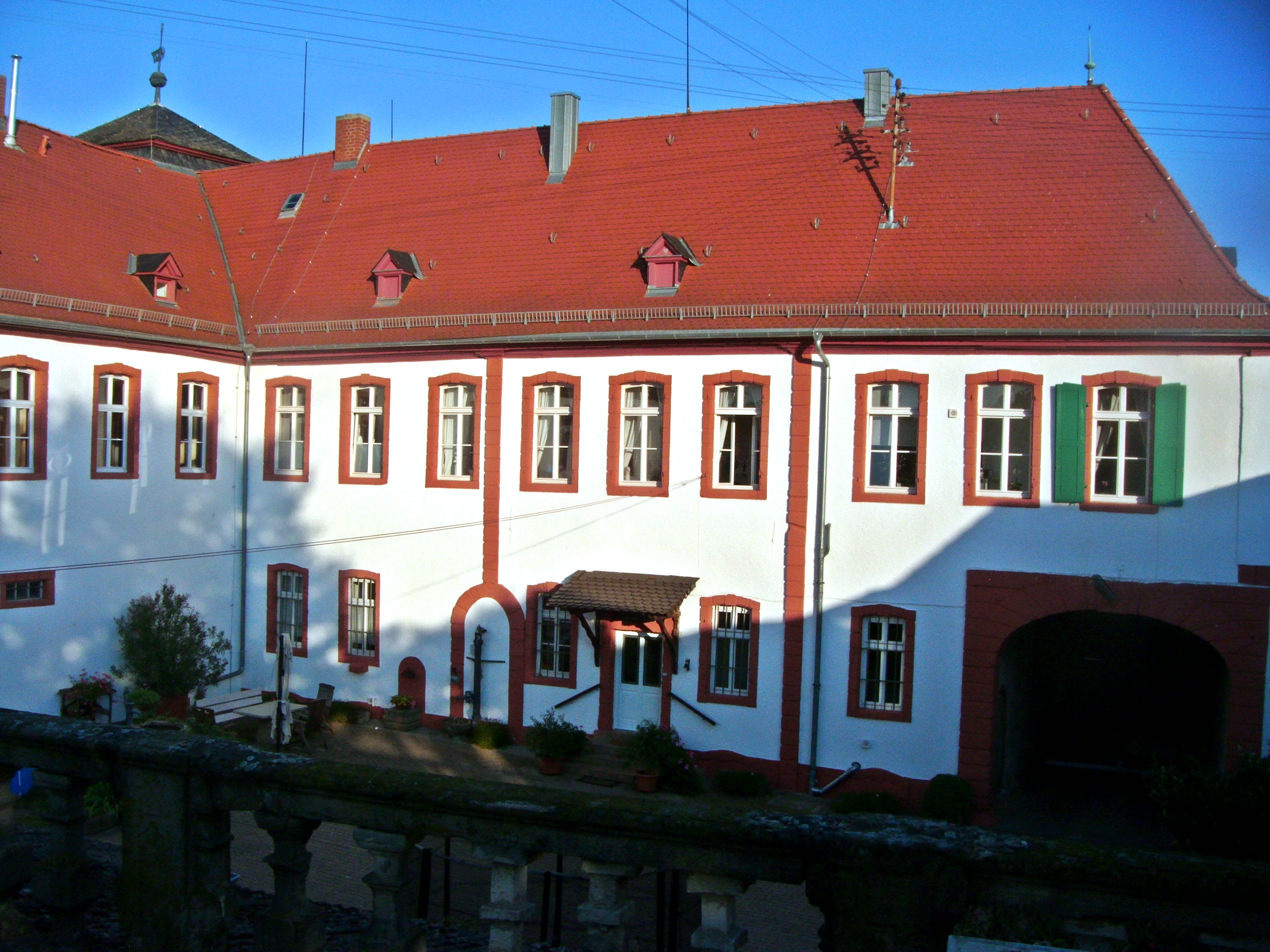
Schloss-Rückseite von der Terrasse
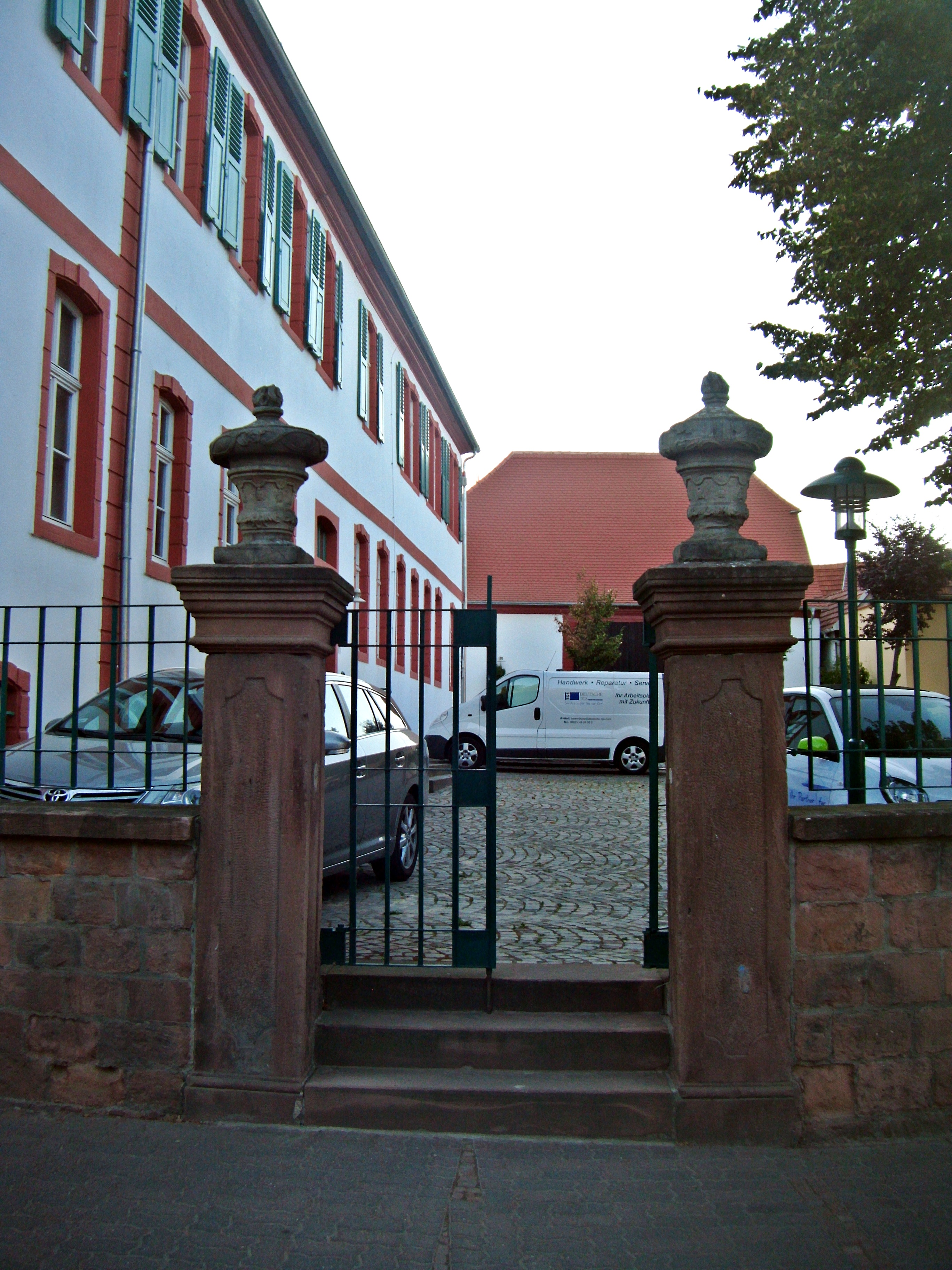
Eingang zum nördlich vorgelagerten Schlossplatz
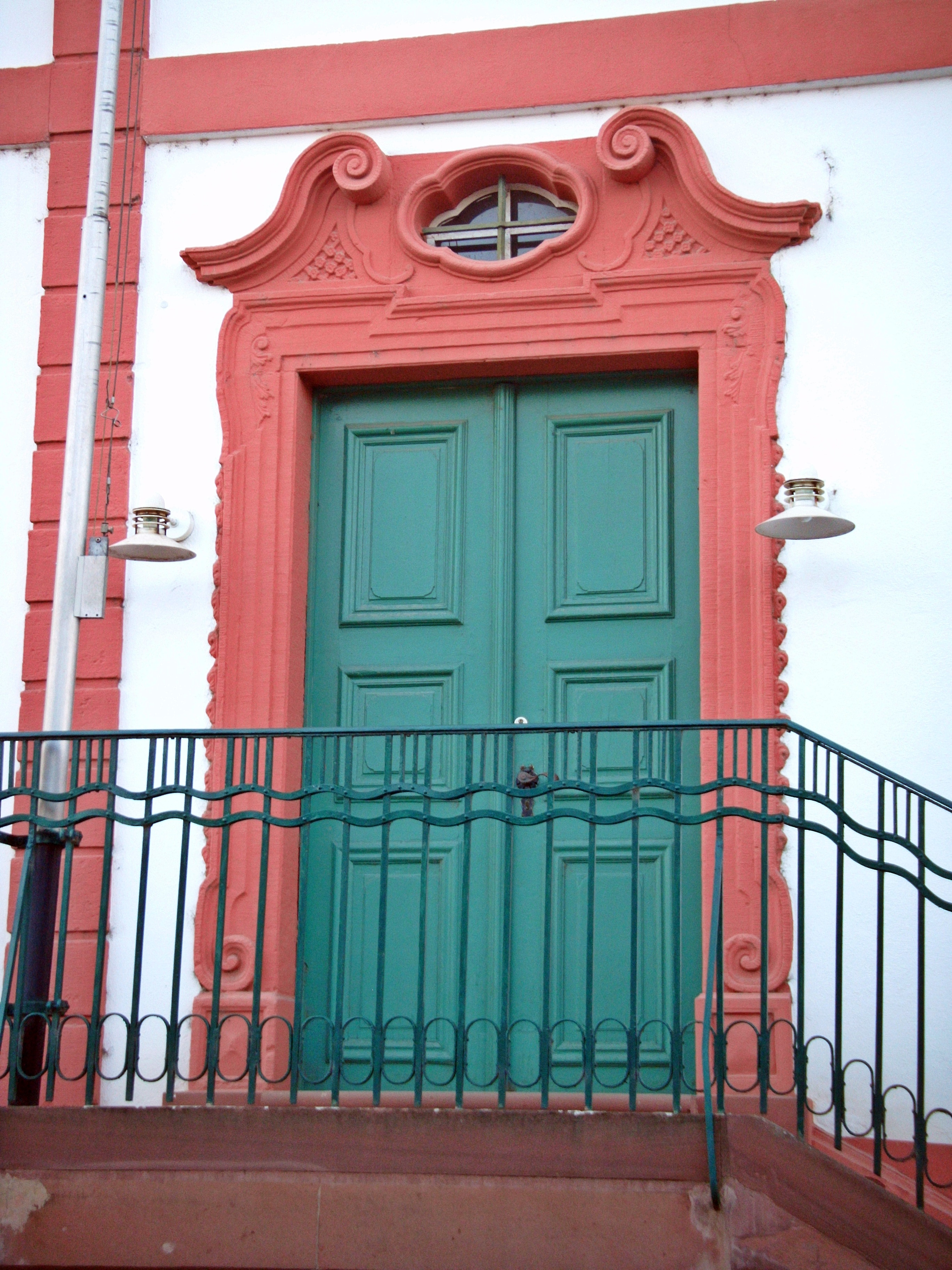
Hauptportal
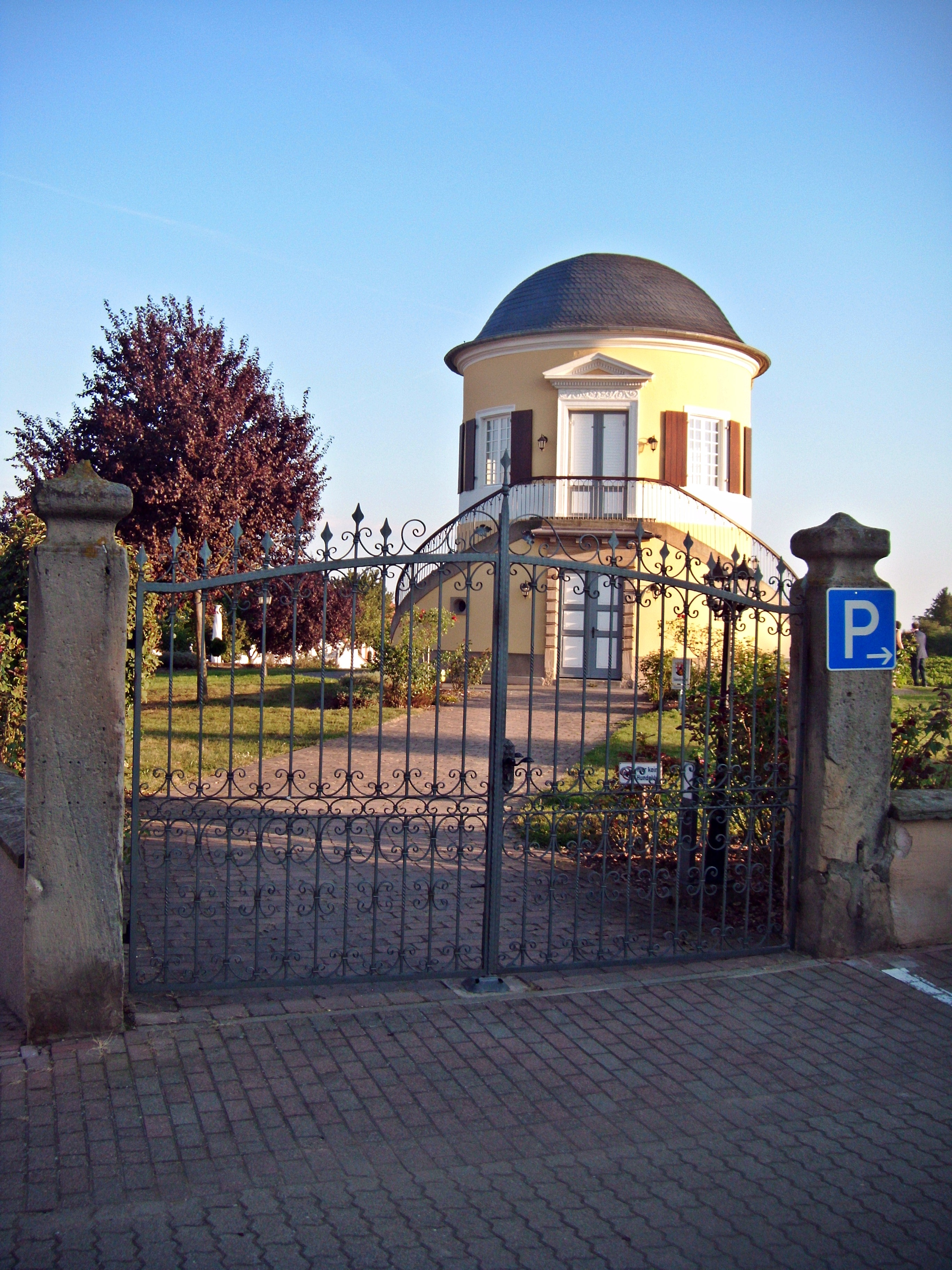
Portal der Gartenseite mit Pavillon
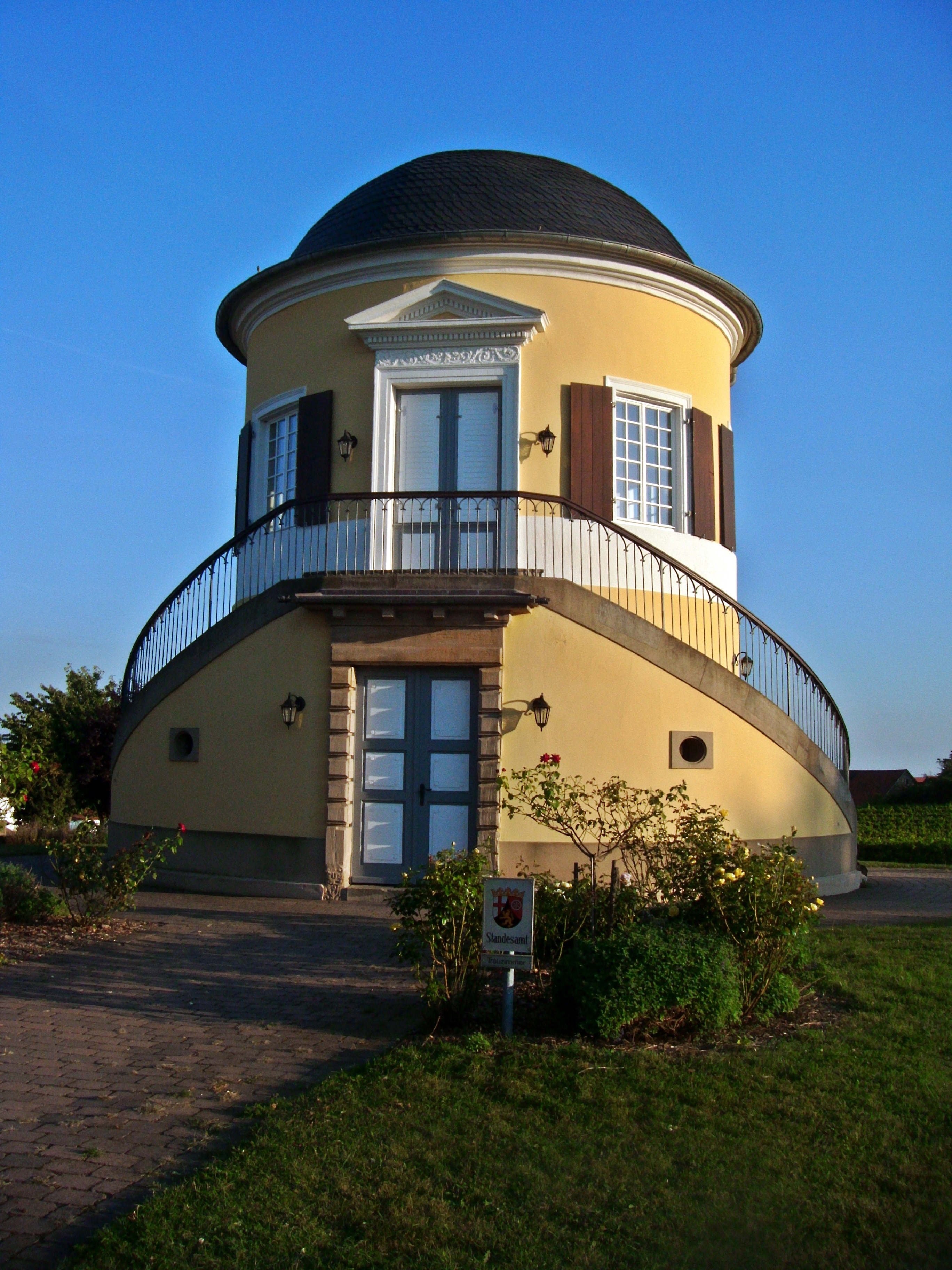
Gartenpavillon
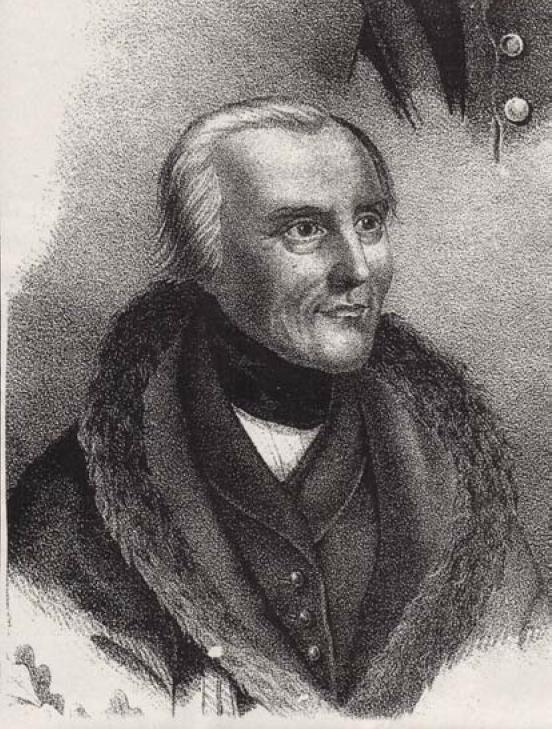
Hans Christoph Ernst von Gagern, 1766 geboren auf Schloss Kleinniedesheim